# Pseudoacanthocereus
Pseudoacanthocereus är ett släkte av kaktusväxter. Pseudoacanthocereus ingår i familjen kaktusväxter.
Kladogram enligt Catalogue of Life:
| Pseudoacanthocereus | \| \| Pseudoacanthocereus brasiliensis \| \| \| \| \| \| Pseudoacanthocereus sicariguensis \| \| \| \| |
|                     | \| \| Pseudoacanthocereus brasiliensis \| \| \| \| \| \| Pseudoacanthocereus sicariguensis \| \| \| \| |
|                     | Pseudoacanthocereus brasiliensis                                                                       |
|                     | |
|                     | Pseudoacanthocereus sicariguensis                                                                      |
|                     | |